# HD 7924
HD 7924はカシオペヤ座の方角に約55光年の位置にある7等級のK型主系列星である。この恒星は太陽より小さく、冷たく、暗く、軽い。金属量は太陽の7割程度である。3つの太陽系外惑星を持つことが知られている。

## 恒星
HD 7924は太陽の7割から8割のサイズを持つK型主系列星である。恒星磁場の活動性はこの大きさの恒星としては比較的低い。太陽活動周期に類似した約2400日（約6.6年）周期の活動サイクルが観測されている。またスペクトルに見られる41日周期の変動は自転周期に対応している可能性があるが、確証は得られていない。
| 太陽 | HD 7924   |
| ---- | --------- |
| 太陽 | Exoplanet |

## 惑星系
2009年に周囲を公転するスーパーアースが発見された 。また、2015年には、新たに2つのスーパーアースが発見された。3つの惑星は公転周期は5.4から24.5日の範囲にあり、ケプラー宇宙望遠鏡のミッションで数多く見つかったコンパクトな複数惑星系に似ている。
3つの惑星はいずれもドップラー分光法によって発見された。惑星のトランジットを検出しようという試みがなされているが、成功していない。惑星はトランジットで観測不能なほど半径が小さい（密度が高い）か、あるいはトランジットを起こさない軌道を公転していると考えられている。
3つの惑星に加えて約2400日周期の視線速度の変動が見つかっている。これは惑星由来ではなく恒星磁場の活動サイクルによるものと判断されている。視線速度と同じ周期でスペクトルの活動性指標が変化していることがその理由である。
| 名称 （恒星に近い順） | 質量          | 軌道長半径 （天文単位） | 公転周期 (日)   | 軌道離心率         | 軌道傾斜角 | 半径 |
| --------------------- | ------------- | ----------------------- | --------------- | ------------------ | ---------- | ---- |
| b                     | ≥8.68±0.52 M⊕ | 0.05664±0.00068         | 5.39792±0.00025 | 0.058+0.056 −0.040 | —          | —    |
| c                     | ≥7.86±0.72 M⊕ | 0.1134±0.0014           | 15.299±0.0033   | 0.098+0.096 −0.069 | —          | —    |
| d                     | ≥6.44±0.79 M⊕ | 0.1551±0.0019           | 24.451±0.016    | 0.21+0.13 −0.12    | —          | —    |